# Tony Margeta
Tony Anton Margeta, född 7 december 1972 i Bergsjöns församling, Göteborgs och Bohus län, är en svensk dirigent, körpedagog och musiklärare. 

## Biografi
Margeta är utbildad vid Musikhögskolan i Göteborg. Han har studerat dirigering för Birgitta Persson, Mats Nilsson, Mats Paulson, Jan Yngwe, Gunno Palmquist, Gunnar Eriksson och Eric Ericson. Tony Margeta var medlem i Göteborgs Domkyrkas Gosskör 1980–1993 och repetitör och vicedirigent för nybörjargrupperna i gosskören 1991–1993. Med Falu Kammarkör har han bland annat vunnit Grieg Grand Prix vid Grieg International Choir Festival i Bergen 2007 och Grand Prix vid Chorfestspiele Bad Krozingen 2015 . Han finns representerad tillsammans med Falu Kammarkör på Naxos cd Uti vår hage tillsammans med Radiokören, OD, Erik Westbergs vokalensemble, med flera.
2015–2023 arbetade han som musiklärare och körpedagog vid Adolf Fredriks musikklasser i Stockholm, där han och hans kör vann Västerås körtävling första året tillsammans. 2017–2023 var Tony Margeta dirigent och konstnärlig ledare för Adolf Fredriks Gosskör. 2022–2025 var han också dirigent och konstnärlig ledare för Stockholms Gaykör. Sedan 2023 arbetar han (2025) som kyrkomusiker i Sandvikens församling.

## Tidigare verksamhet
- Dirigent för Chalmers damkör 1996–2001[10]
- Projektarbetat med Sandvikens vokalensemble[11]
- Förbundsdirigent i Dalarnas Körförbund 2009-2012[12]
- Riksförbundsdirigent i Sveriges Körförbund 2009-2012[13]
- Dirigent för Västerås musikklassers gosskör januari 2007–juni 2010[källa behövs]
- Körpedagog och musiklärare vid Västerås Musikklasser januari 2007–november 2011[14]
- Dirigent och konstnärlig ledare för Falu Kammarkör 2004-2015[15]
- Dirigent och konstnärlig ledare för La Cappella 2014-2022[16]
- Dirigent och konstnärlig ledare för Storkyrkans ungdomskör 2018-2022[17]